# Mustafakemalpaşa (rzeka)
Mustafakemalpasha, Orhaneli lub Adirnaz (tur. Mustafakemalpaşa Çayı, Orhaneli Çayı  lub Adırnaz Çayı) – rzeka w północno-zachodniej Anatolii w prowincji Bursa w tureckim regionie Marmara. Nazwa rzeki pochodzi od miasta Mustafakemalpaşa.

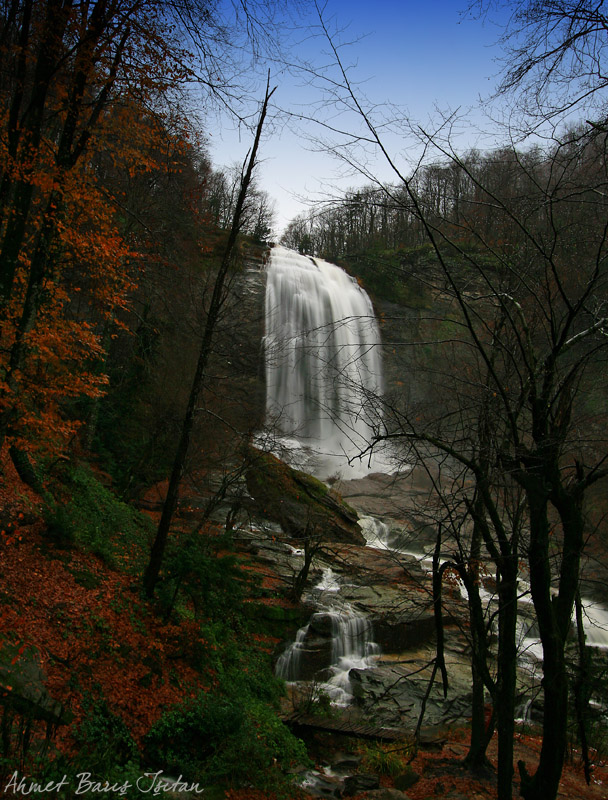
Wodospad Suuçtu, rzeka Mustafakemalpaşa.

W starożytności rzeka była znana jako Rhyndacus (gr. Ῥύνδακος, Rhýndakos). W mitologii greckiej Rhyndacus był synem Okeanosa i Tetydy. Chociaż Rhyndacus rzeka była kiedyś główną arterią biegnącą do Morza Marmara i służył jako granica między Myzją a Bitynią, dzisiaj Mustafakemalpasha jest jedynie dopływem rzeki Simav, która następnie wpada do Morza Marmara.
Podczas pierwszej wojny Rzymu z Mitrydatesem Gajusz Flaviusz Fimbria pokonał siły Pontu Mitrydatesa VI pod przywództwem jego syna, również Mitrydatesa, wzdłuż Rhyndacus w 85 r. p.n.e. Podczas trzeciej wojny mitrydatycznej Lucullus ponownie pokonał go nad tą rzeką w 73 lub 72 r. p.n.e. Pod rządami Manuela I Cesarstwo Bizantyjskie ustanowiło bazę swojej głównej armii anatolijskiej w Lopadionie (współczesny Uluabat) nad Rhyndacusem. Po zdobyciu Konstantynopola podczas IV wyprawy krzyżowej cesarz łaciński Henryk Flandryjski wygrał tam kolejną bitwę przeciwko Cesarstwu Nicejskiemu 15 października 1211 r.